# Мухаммед аль-Карни
Мухаммед аль-Карни (араб. محمد القرني‎; 24 ноября 1989) — саудовский футболист, полузащитник саудовского клуба «Аль-Шабаб».

## Клубная карьера
Мухаммед аль-Карни начинал свою карьеру футболиста в клубе «Аль-Хиляль» из Эр-Рияда. 19 января 2009 года он дебютировал в саудовской Про-лиге, выйдя в основном составе в домашнем матче против «Аль-Ватани». В 2010 году Мухаммед аль-Карни был отдан в аренду саудовской «Аль-Кадисии». 14 сентября 2012 года он забил свой первый гол в рамках Про-лиги, отметившись в самой концовке гостевого поединка против «Аль-Шолы».
В конце января 2017 года Мухаммед аль-Карни перешёл в другой саудовский столичный клуб «Аль-Шабаб».

## Достижения
«Аль-Хиляль»
- Чемпион Саудовской Аравии (2): 2009/10, 2010/11
- Обладатель Кубка короля Саудовской Аравии (1): 2015
- Обладатель Кубка наследного принца Саудовской Аравии (4): 2008/09, 2009/10, 2012/13, 2015/16
- Обладатель Суперкубка Саудовской Аравии (1): 2015